# 台中市公車212路
台中市公車212路目前行駛豐原轉運中心到新政大安港路口，經水美。

## 歷史
- 2011年1月1日：公路客運6505路移撥台中市公車212路。
- 2014年11月1日：由「大甲」站延駛至「新政大安港路口」站，並將原路線名稱由豐原－大甲（經水美）更改為「豐原－大甲體育場（經水美）」，途中新增「光田」、「大甲體育場」、「李綜合醫院」、「庄尾」、「文昌祠」站位，皆採雙邊設站，其中「大甲火車站」站位改雙邊設站；新增「外埔國中」站位。[2]
- 2015年4月30日：「大甲」站（往大甲高中方向），遷移至大甲區中山路一段917號（7-11超商）。
- 2015年8月31日：「松鶴酒庄」更名為「松鶴酒莊」。
- 2017年8月20日：「豐原郵局」更名為「臺灣企銀（豐原郵局）」。
- 2018年6月4日：增設「光田醫院（大甲院區）」。
- 2018年11月3日至2019年4月24日：配合臺中世界花卉博覽會展覽期間212路繞駛至臺中花博外埔園區，並調整其發車時刻。
- 2019年3月1日：將「光田醫院（大甲院區）」往大甲體育場方向站位裁撤。
- 2019年4月1日：「大甲火車站」更名為「大甲車站（中山路）」。
- 2019年10月1日：調整部分班次發車時刻，並增設「甲后六支巷口」。
- 2019年10月25日：調整部分班次發車時刻。
- 2020年6月1日：取消停靠「臺農天馬牧場」站。
- 2023年12月25日：調整發車時刻。[3]
- 2024年2月7日：調整發車時刻。[4]
- 2024年6月17日：「二崁」站遷移至甲后路三段763巷旁。[5]

## 路線基本資料
全程行車里數待查，全程時間約70分鐘。往豐原62站，往大甲體育場60站。
自豐原起，經豐原區三民路、三豐路一、二段、后里區三豐路、甲后路、民生路、四村路、公安路、眉山路、外埔區甲后路、水美路、山美路、二崁路、大甲區水源路、中山路、文武路、新政路到大甲體育場。

### 時刻表
- 時刻表僅供參考，請以豐原客運網站公告為準。
- 時刻表更新日期為2025年3月7日。

| 台中市公車212路平/假日時刻列表 | 台中市公車212路平/假日時刻列表 | 台中市公車212路平/假日時刻列表 | 台中市公車212路平/假日時刻列表 |
| ------------------------------ | ------------------------------ | ------------------------------ | ------------------------------ |
| 豐原轉運中心開時刻             | 豐原轉運中心開備註             | 新政大安港路口開時刻           | 新政大安港路口開備註           |
| 09:00                          | -                              | 10:30                          | -                              |
| 11:10                          | -                              | 12:30                          | -                              |
| 14:55                          | -                              | 16:45                          | -                              |

### 收費
- 依里程計費；刷電子票證10公里免費。
- 里程計費說明：
  - 基本里程：10公里。
  - 基本里程票價全票20元、半票11元。
  - 超過基本里程（10公里）計費方式：
    - 全票=[2.431 x 搭乘里程數x （1+5%營業稅）] （四捨五入）
    - 半票=[2.431 x 搭乘里程數x （1+5%營業稅）] x 50% （四捨五入）

  - 兒童、老人、身心障礙者及其陪伴者依規定半票收費。

### 停站
參見右側路線圖